# Katharina Zinnicken
Maria Hubertine Catharina Zinnicken (meist als: Katharina Zinnicken; * 3. November 1893 in Köln; † 25. April 1987 ebenda) war eine deutsche Lehrerin, Schulleiterin und Politikerin (Zentrum, CDU). Als Person der katholischen Frauenbewegung engagierte sie sich nach dem Ersten Weltkrieg im Verein katholischer deutscher Lehrerinnen (VkdL) und war von 1926 bis 1933 Stadtverordnete in Köln.

## Leben
Katharina Zinnicken war Volksschullehrerin und aktives Mitglied im Bund der Lehramtsbewerberinnen (BdL) in Köln, einer Untergliederung des VkdL, die sich für die Situation der so genannten „Junglehrerinnen“ einsetzte, d. h. für Lehramtsanwärterinnen, die durch die Rückkehr männlicher Lehrer aus dem Kriegsdienst sowie den Zuzug vieler katholischer Flüchtlinge arbeitslos wurden. Seit 1919 führte Zinnicken Fortbildungskurse durch und gründete 1920 eine Beratungs- und Vermittlungsstelle für die betroffenen Frauen. Nach der Einführung des Frauenwahlrechts wurde sie in den Vorstand der Kölner Zentrumspartei gewählt. Seit 1921 war sie stellvertretende Bundesvorsitzende des BdL.
1926 wurde sie für die Zentrumspartei in die Kölner Stadtverordnetenversammlung gewählt, wo sie in Ausschüssen zu Bildung. Fürsorge und Wohlfahrtswesen arbeitete und der sie bis zur zweiten Ratssitzung nach der Machtübernahme durch die Nationalsozialisten (Juli 1933) angehörte.
Daneben galt ihr ehrenamtliches Engagement den durch die Weltwirtschaftskrise zunehmend verarmenden Menschen in ihrer Stadt. Sie gehörte einer Vorläuferorganisation des Sozialdienstes katholischer Frauen an und betreute hier nicht nur „Fürsorgezöglinge“, sondern arbeitete auch im Projekt „Mitternachtshilfe“ mit, das sich um die Unterbringung für von der Polizei aufgegriffene Prostituierte kümmerte.
Am 25. Februar 1933 verfasste sie zusammen mit Auguste Adenauer, Christine Teusch, Antonie Hopmann, Barbara Joos und Amalie Lauer einen Wahlaufruf für die Zentrumspartei, mit klarer Positionierung gegen die Zustände nach der Machtübernahme der NSDAP:

„Die traurigen Vorfälle lassen sich nicht allein aus der Erregung des Wahlkampfes erklären; sie sind Ausfluß einer Gesinnung, die hemmungslos Haß predigt und die Vernichtung des Gegners will“

Vermutlich wegen dieser ihrer Haltung wurde sie im Juli 1933 zunächst an eine Schule in Frielingsdorf im Bergischen Land versetzt, 1939 dann nach Hoffnungsthal, einem Ortsteil von Rösrath. Dort wurde sie im August 1944 – im Rahmen der „Aktion Gewitter“ nach dem Hitler-Attentat vom 20. Juli – verhaftet und im Kölner Messelager inhaftiert. Nach einem Luftangriff und Brand im Lager wurde sie im Oktober 1944 kurz im Deportationslager Müngersdorf festgehalten, bevor man sie aus dem Gaugebiet Köln-Aachen nach Hildesheim auswies, wo sie sich ihren 1946 niedergeschriebenen Erinnerungen zufolge bei der Gestapo zu melden hatte, was sie jedoch unterlassen habe.
Nach dem Krieg trat sie der CDU bei und war von Dezember 1945 bis September 1946 Ratsmitglied in Rösrath. Sie leitete zunächst die drei Volksschulen in Rösrath, Hoffnungsthal und Forsbach und war später als Regierungsrätin in Euskirchen und beim Regierungsbezirk Düsseldorf tätig.
Ehrenamtlich engagierte sie sich bis ins hohe Alter im VdKL, war Mitglied der Arbeitsgemeinschaft katholischer Verbände Köln, Mitgründerin der Gesellschaft für christliche Kultur in Rösrath und Gründerin eines Kölner Seniorinnen-Klubs.
Sie starb im Alter von 94 Jahren 1987 in Köln.
Im Dezember 2009 wurde in Rösrath eine neue Straße ihr zu Ehren Katharina-Zinnicken-Straße benannt.